# Alfred G. Redfield
 Alfred Guillou Redfield (ur. 15 marca 1929 w Milton, Massachusetts, zm. 24 lipca 2019 w Alameda, Kalifornia) – amerykański biofizyk i bioinformatyk związany z Uniwersytetem Brandeisa (Waltham, Massachusetts) i IBM Watson Laboratory w Columbia University, członek NAS, który wniósł znaczący wkład w spektroskopię NMR (kwantowa natura jądra atomowego, teoria procesów relaksacji, teoria Blocha–Redfielda), pionier stosowania relaksometrii do badań struktur biomolekuł.

## Rodzina
Alfred Guillou Redfield był członkiem licznej rodziny o udokumentowanej historii (zob. Genealogical History of the Redfield Family in the United States, 1860, osoby o nazwisku Redfield), do której należało wielu zasłużonych naukowców, m.in.:
- Alfred Clarence Redfield (1890–1983) – ojciec Alfreda Guillou[a] (zob. dom rodzinny, życie prywatne), ceniony oceanograf zainteresowany różnymi naukami przyrodniczymi[b], współtwórca biogeochemii i stechiometrii ekologicznej, współzałożyciel i przewodniczący Ecological Society of America
- William Charles Redfield (1789–1857) – meteorolog, współzałożyciel i pierwszy prezydent American Association for the Advancement of Science
- John Howard Redfield(inne języki) (1815–1895) – botanik, konchiolog
- John Howard Redfield(inne języki) (1879–1944) – matematyk (teoria liczb)
- Donald Griffin (1915–2003) – zoolog (etologia), badający zachowania zwierząt (np. biofizyka echolokacji), siostrzeniec A.C. Redfielda

Alfred Clarence Redfield był profesorem fizjologii w Uniwersytecie Harvarda (Harvard Medical School, Boston) oraz współtwórcą i wieloletnim pracownikiem Oceanographic Institution w Woods Hole (WHOI), instytutu założonego w 1930 roku.

## Dzieciństwo i młodość
Alfred Clarence i Martha Redfield (de domo Putnam) mieli dwie córki (Elizabeth, ur. 1923; Martha, ur. 1926). Syn Alfred urodził się w Milton (Massachusetts) w 1929 roku. Został nazwany na cześć swojego dziadka ze strony matki, Alfreda Guillou (1859–1921).
Dorastał w Cambridge (Massachusetts) oraz w Woods Hole, gdzie Alfred C. Redfield pracował w Oceanographic Institution (WHOI), wykonując w czasie II wojny światowej różne prace dla United States Navy. Jego syn, wówczas nastolatek, miał możliwości rozwijania zainteresowań elektroniką (tworzył własne układy elektroniczne).

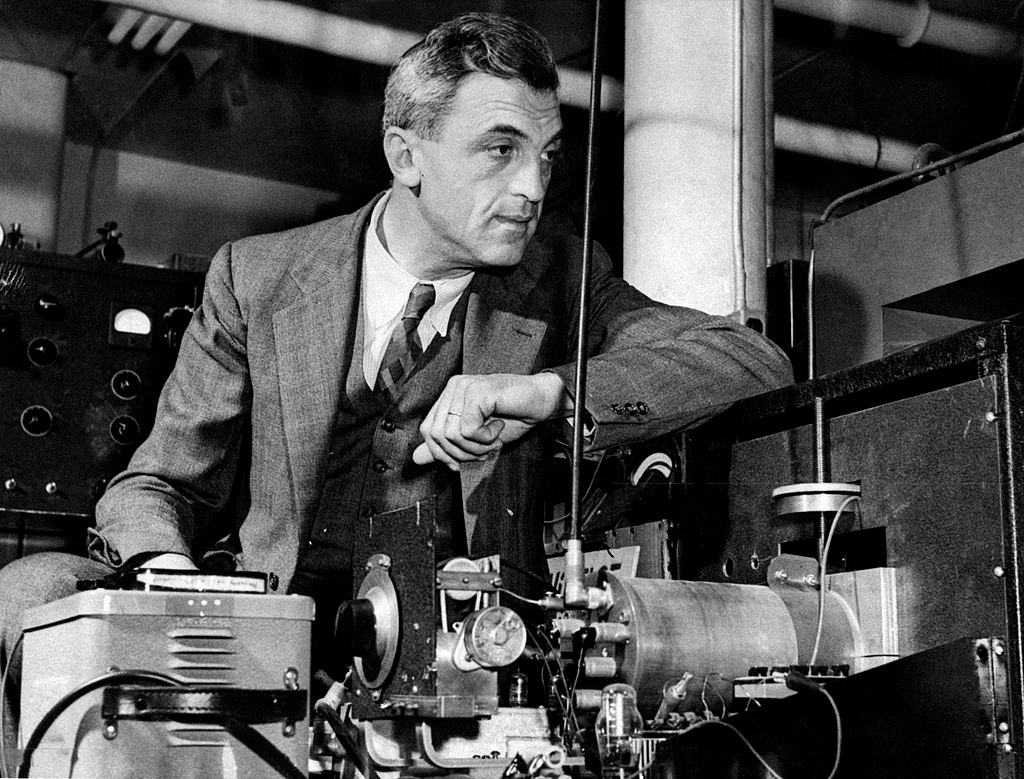
Felix Bloch, jeden z twórców NMRu5 (ok. 1950)

Wyboru kierunku studiów dokonywał w latach rosnącego zainteresowania zjawiskami rezonansu magnetycznego (zob. mechanika kwantowa, układ kwantowy, teoria otwartych układów kwantowych, magnetyzm, historia NMR). Intensywnie poszukiwano użytecznych technik spektroskopii NMR. W tym okresie Nagrody Nobla w dziedzinie fizyki otrzymali:
- 1944 – Isidor Isaac Rabi z Uniwersytetu Columbia
- 1952 – Edward Mills Purcell z Uniwersytetu Harvarda i Felix Bloch z Uniwersytetu Stanforda

W czasie wojny Rabi, Bloch i Purcell pracowali w Cambridge MA, zajmując się doskonaleniem technik radarowych.
Alfred G. Redfield studiował fizykę w Uniwersytecie Harvarda, gdzie otrzymał stopień BS w 1950 roku i MSci w 1952 roku (promotorem pracy był Robert Maurer).

## Doktorat i praca zawodowa
Stopień Ph.D. A.G. Redfield otrzymał w 1953 roku w Uniwersytecie Illinois w Urbanie i Champaign (jako predoctoral Fellow opublikował artykuł pt. Electronic hall effect in NaCl). Pracował w laboratorium prof. C.P. Slichtera, jednego z pionierów NMR.

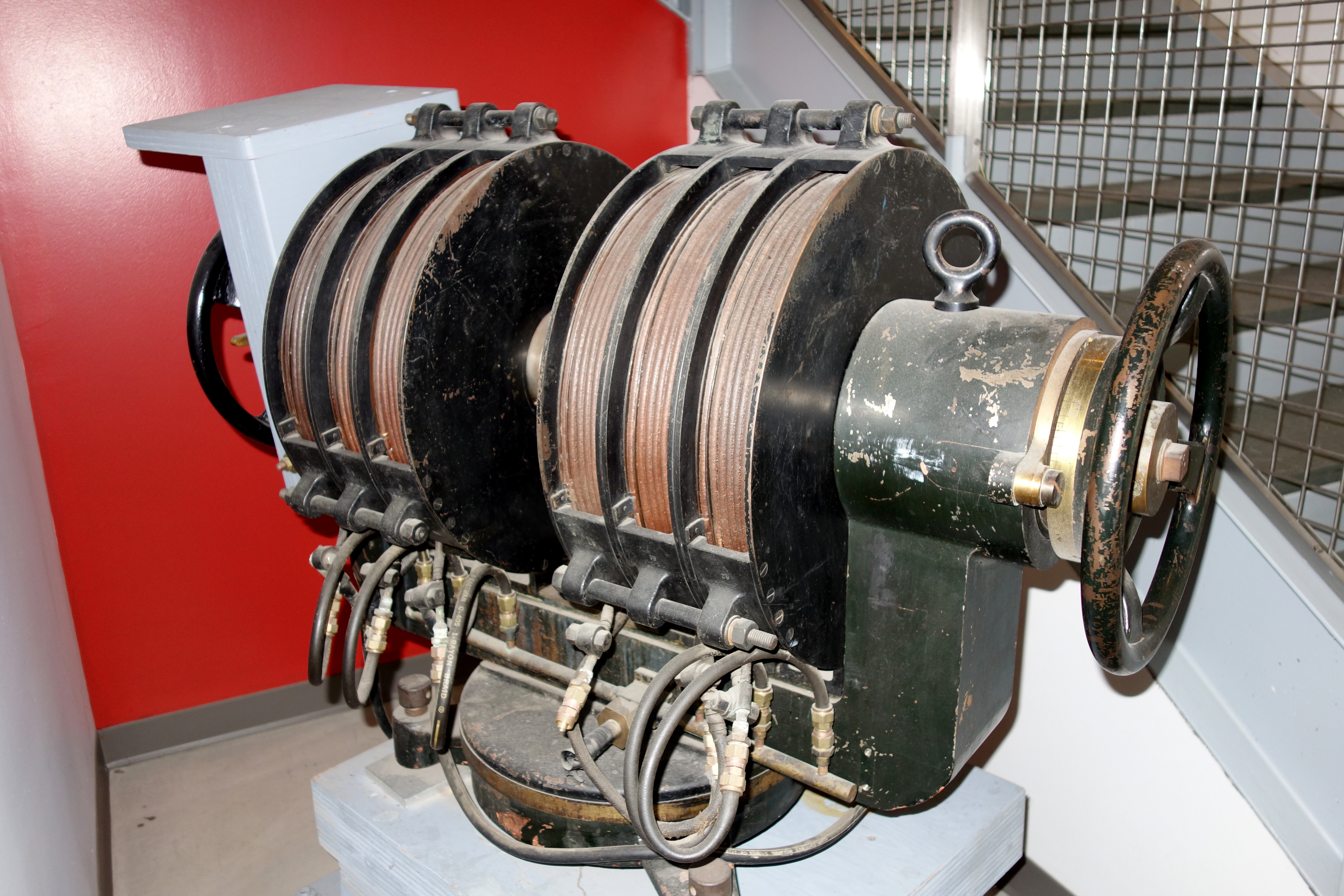
Laboratoryjny elektromagnes, stosowany przez N. Bloembergena w czasie początkowych badań NMR w Harvardzie (1946)

Po doktoracie wrócił do Harvardu, gdzie – dzięki kontaktom z takimi wybitnymi specjalistami jak Charles Slichter, Nicolaas Bloembergen, John Hasbrouck van Vleck i in. – rozwinęły się jego zainteresowania fizycznymi podstawami spektroskopii magnetycznego rezonansu jądrowego.
Odbył staż podoktorancki (postdoc) u Nicolaasa Bloembergena, współpracownika E. Purcella pracującego w Stanach Zjednoczonych od 1945 roku (Bloembergen otrzymał Nagrodę Nobla w dziedzinie fizyki w 1981 roku „za wkład w rozwój spektroskopii laserowej”).
W następnych latach A.G. Redfield pracował w:
- 1955–1970 – IBM Watson Laboratory w Uniwersytecie Columbia[1] (w IBM Watson Laboratory do 1955 roku pracował również Erwin Hahn(inne języki), późniejszy profesor w Uniwersytecie Kalifornijskim w Berkeley)[1]
- 1970–1972 – Uniwersytecie Kalifornijskim w Berkeley (stanowisko badawcze w czasie urlopu naukowego)
- od 1972 – Brandeis University, Waltham Mass (Martin A. Fisher School of Physics)[10]

Zajmował się badaniami materiałów pochodzenia biologicznego, np. określaniem metodami rezonansu magnetycznego struktur makrocząsteczek biopolimerów (np. struktura drugorzędowa białka).
Po przejściu na emeryturę w 1999 roku kontynuował te badania w Brandeis, gdzie współpracował z niewielkim badawczym międzynarodowym zespołem naukowców (m.in. Raj Kumar Gupta z Birla Institute of Technology and Science, Pilani, Indie, Mary F. Roberts z Boston College, pierwszy doktorant – Tai-huang Huang z Academia Sinica i in.). Uczestniczył w różnych dobnych pracach laboratoryjnych (często pozostawianych pracownikom pomocniczym). Badania były wykonywane przy użyciu wielokrotnie osobiście modyfikowanego spektrometru NMR. Redfield projektował również wymienne moduły, umożliwiające przystosowywanie komercyjnych aparatów NMR 500 MHz do pełnego zakresu relaksacyjnych i strukturalnych badań biopolimerów.

## Tematyka badań naukowych

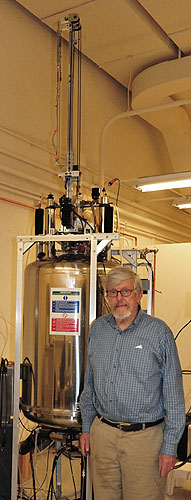
Powyższe zdjęcie Alfreda R. Redfielda przy jego spektroskopie (fot. M.Roberts) zamieszczono na stronie internetowej Uniwersytetu Brandeisa wraz z krótkim opisem badań wykonywanych we współpracy z prof. Mary Roberts)

### Fizyczne podstawy spektroskopii NMR
W pierwszym okresie pracy naukowej A.G. Redfield zajmował się fizycznymi podstawami szeroko stosowanej obecnie spektroskopii magnetycznego rezonansu jądrowego oraz formułował koncepcje technik pomiarów.
Podczas pracy dyplomowej wykonywał pomiary ruchliwości elektronów w fotoprzewodnikach i interpretował wyniki pomiarów w świetle teorii Edwina Halla. W ramach pracy doktorskiej badał zjawisko Halla w diamencie i w halogenkach metali alkalicznych. Rezultaty badań wykonanych w czasie stażu podoktoranckiego opisał w artykule zatytułowanym Nuclear Magnetic Resonance Saturation and Rotary Saturation in Solids (Physical Review, 1955). Charles Slichter uznał ten tekst za wyróżniający się w dostępnym piśmiennictwie; napisał w swojej wielokrotnie wznawianej książce pt. Principles of Magnetic Resonance:
one of the most important papers ever written on magnetic resonance”
Wysoko oceniano również teoretyczne prace Redfielda dotyczące procesów relaksacji. Za artykuł pt. On the Theory of Relaxation Processes z 1957 roku (zob. też rozdział w Advances in Magnetic and Optical Resonance 1965) otrzymał po 50 latach Russell Varian Prize (2007).
Upamiętnieniem wkładu Redfielda w teorię relaksacji jest nazwanie głównego równania w łańcuchu Markowa równaniem Redfielda.

### Badania NMR materiałów biologicznych
Za początek okresu badań NMR materiałów biologicznych jest uznawany pobyt w Uniwersytecie Kalifornijskim w Berkeley (1969 i 1970-1972) u Daniela Koshlanda, biochemika zajmującego się m.in. problemami stereospecyficzności enzymów, pomysłodawcy „modelu indukowanego dopasowania” (zob. też D. Koshland 2002, The Seven Pillars of Life).
Kontakt z Koshlandem sprawił, że Redfield poświęcił dalszą część życia zawodowego problemom stereochemii biomolekuł, rozwiązywanym metodami spektroskopii NMR w Uniwersytecie Brandeisa.
Jednym z pierwszych obiektów zainteresowania A.R. Redfielda i wsp. była cząsteczka cytochromu c. Wyniki badań były publikowane w Science, Journal of Magnetic Resonance i innych czasopismach już na początku lat 1970., np.:
- Double nuclear magnetic resonance observation of electron exchange between ferri- and ferrocytochrome c (1970)[39]
- NMR double resonance study of azidoferricytochrome C (1970)[40]
- Pulsed NMR study of the structure of cytochrome c (1972)[41]
- On the electron transfer between cytochrome c molecules as observed by nuclear magnetic resonance (1972)[42]

W następnych latach (również po ukończeniu 80-go roku życia) brał udział w badaniach struktur złożonych biomolekuł tj. nukleokapsydy SARS.

## Wybrane publikacje
Thomas C. Pochapsky, autor Biographical Memoir Alfreda G. Redfielda (National Academy of Sciences 2020), jego współpracownik w Brandeis University i przyjaciel, wyróżnił publikacje:
1955: Nuclear magnetic resonance saturation and rotary saturation in solids. Physical Review 98(6):1787–1809
1959 z A.G. Anderson: Nuclear spin-lattice relaxation in metals. Physical Review 116(3):583–591
1963 z M. Eisenstadt: Nuclear spin relaxation by translational diffusion in solids. Physical Review 132(2):635–643. Pure nuclear electric quadrupole resonance in impure copper. Physical Review 130(2):589–595
1965: The theory of relaxation processes. In Advances in Magnetic and Optical Resonance, pp. 1–32
1967: Local-field mapping in mixed-state superconducting vanadium by nuclear magnetic resonance. Physical Review 162(2):367–374
1969: Nuclear spin thermodynamics in the rotating frame. Science 164(3883):1015–1023
1970 z R.K. Gupta: Double nuclear magnetic resonance observation of electron exchange between ferri- and ferrocytochrome c. Science 169(3951):1204–1206
1971 z H.E. Bleich: Higher resolution NMR of rare spins in solids [1]. The Journal of Chemical Physics 55(11):5405–5406; z R.K. Gupta: Pulsed Fourier transform nuclear magnetic resonance spectrometer. In Advances in Magnetic and Optical Resonance, pp.81–115
1973 z A.Z. Genack: Nuclear spin diffusion and its thermodynamic quenching in the field gradients of a Type-II superconductor. Physical Review Letters 31(19):1204–1207
1975 z S.D. Kunz i E.K. Ralph: Dynamic range in Fourier transform proton magnetic resonance. Journal of Magnetic Resonance (1969) 19(1):114–117
1978 z J.D. Stoesz i D. Malinowski: Cross relaxation and spin diffusion effects on the proton NMR of biopolymers in H2O. Solvent saturation and chemical exchange in superoxide dismutase. FEBS Letters 91(2):320–324
1979 z P.D. Johnston i N. Figueroa: Real-time solvent exchange studies of the imino and amino protons of yeast phenylalanine transfer RNA by Fourier transform NMR. Proceedings of the National Academy of Sciences U.S.A. 76(7):3130–3134
1983: Stimulated echo NMR spectra and their use for heteronuclear two-dimensional shift correlation. Chemical Physics Letters 96(5):537–540; With M. A. Weiss and R. H. Griffey. Isotope-detected 1 H NMR studies of proteins: A general strategy for editing interproton nuclear Overhauser effects by heteronuclear decoupling, with application to phage λ repressor. Proceedings of the National Academy of Sciences, U.S.A. 83(5):1325–1329
1987 z L.P. McIntosh i wsp.: Proton NMR measurements of bacteriophage T4 lysozyme aided by 15N isotopic labeling: Structural and dynamic studies of larger proteins. Proceedings of the National Academy of Sciences, U.S.A. 84(5):1244–1248
1989 z S.C. Burk, M.Z. Papastavros i F. McCormick: Identification of resonances from an oncogenic activating locus of human N-RAS-encoded p21 protein using isotopeedited NMR. Proceedings of the National Academy of Sciences, U.S.A. 86(3):817–820
2009 z M. Pu, J. Feng i M.F. Roberts: Enzymology with a spin-labeled phospholipase C: Soluble substrate binding by 31P NMR from 0.005 to 11.7 T. Biochemistry 48(35):8282–8284. With X. Shi, et al. Modulation of Bacillus thuringiensis phosphatidylinositolspecific phospholipase C activity by mutations in the putative dimerization interface. Journal of Biological Chemistry 284(23):15607–15618
2016 z M.M. Rosenberg, M.F. Roberts i L. Hedstrom: Substrate and cofactor dynamics on guanosine monophosphate reductase probed by high resolution field cycling 31P NMR relaxometry. Journal of Biological Chemistry 291(44):22988–22998

## Wyróżnienia i nagrody
Dowodami uznania śodowiska naukowego dla A.G. Redfielda są m.in.:
- członkostwo American Physical Society (1959)
- członkostwo National Academy of Sciences, NAS (1979)
- członkostwo American Academy of Arts and Sciences (1983)
- Remsen Award, American Chemical Society (1995)[45]
- Max Delbrück Prize, American Physical Society (2006)[46]

"For his seminal contributions to the theory and technical development of nuclear magnetic resonance spectroscopy,
and for pioneering applications of this technique to the study of biological molecules."
- The Russell Varian Prize (2007)[36]
- Pittsburgh Spectroscopy Award (2015)[47][48]

## Życie prywatne
Alfred R. Redfield i jego żona, Sarah Redfield (ur. 1926), mieli troje dzieci (Samuel, Wendy i Rebecca). Przez wiele lat mieszkali w Lexington (Massachusetts). W 2014 roku małżeństwo zmieniło miejsce zamieszkania z powodu pogarszającego się zdrowia Sarah (była wskazana zmiana klimatu) oraz chęć zamieszkania w pobliżu starszej córki, Rebeki. Redfieldowie zamieszkali w Alameda (Kalifornia, hrabstwo Alameda).
Sarah Redfield zmarła 19 września 2015 roku w Alameda, cztery lata przed śmiercią męża (zm. 24 lipca 2019 w Alameda).